# Vejenī
Vejenī (persiska: وجنی) är en ort i Iran.   Den ligger i provinsen Östazarbaijan, i den nordvästra delen av landet, 500 km nordväst om huvudstaden Teheran. Vejenī ligger 708 meter över havet och antalet invånare är 337.
Terrängen runt Vejenī är huvudsakligen kuperad, men den allra närmaste omgivningen är platt. Vejenī ligger nere i en dal. Runt Vejenī är det ganska tätbefolkat, med 56 invånare per kvadratkilometer. Närmaste större samhälle är Vargahān, 4,9 km sydväst om Vejenī. Trakten runt Vejenī består i huvudsak av gräsmarker.